# Ozzie Albies
Ozhaino Jurdy Jiandro Albies (né le 7 janvier 1997 à Willemstad, Curaçao) est un joueur professionnel de baseball .
Il évolue depuis 2017 dans la Ligue majeure de baseball comme joueur de deuxième but des Braves d'Atlanta.

## Carrière

### Ligues mineures
Ozzie Albies signe son premier contrat professionnel le 2 juillet 2013 avec les Braves d'Atlanta, recevant un bonus de 350 000 dollars US. 
Albies est à l'origine un joueur d'arrêt-court et il évolue à cette position à ses deux premières années en ligues mineures, en 2014 et 2015. Il participe au match des étoiles du futur en 2015 à Cincinnati.
Lorsque les Braves acquièrent le prometteur arrêt-court Dansby Swanson en décembre 2015, ils déplacent Albies au poste de joueur de deuxième but dès la saison suivante afin d'éventuellement faire place aux deux jeunes joueurs à Atlanta et maximiser le talent à leur disposition au milieu de l'avant-champ.
Au début de l'année 2016, Albies fait une première apparition sur la liste annuelle des 100 meilleurs joueurs d'avenir dressée par Baseball America : entré en 63e place du palmarès, il est classé 11e au début 2017.

### Braves d'Atlanta
Ozzie Albies fait ses débuts dans le baseball majeur le 1er août 2017 avec les Braves d'Atlanta. Le lanceur Lucas Sims fait ses débuts dans les majeures avec Atlanta le même jour que Albies ; il s'agit de la première fois que deux joueurs disputent leur premier match en MLB le même jour avec les Braves depuis Al Santorini et Walt Hriniak le 10 septembre 1968. Albies est le premier joueur né en 1997 à évoluer dans les majeures. À ce moment le plus jeune joueur en activité dans la ligue, Albies est à 20 ans et 206 jours le plus jeune à jouer pour les Braves depuis Julio Teheran, un lanceur âgé de 20 ans et 100 jours à son premier match en 2011, et le plus jeune joueur de position à fouler le terrain pour Atlanta depuis Wilson Betemit, qui avait fait ses débuts à 19 ans en 2001. 
Albies est le 15e natif de Curaçao à jouer dans la MLB et le premier à arriver à ce niveau depuis Jonathan Schoop en 2013. De ce groupe, il est le 5e à faire ses débuts ou à jouer en début de carrière avec Atlanta, après Andruw Jones, Randall Simon, Jair Jurrjens (qui joua ses 7 premiers matchs avec Détroit avant de joindre les Braves) et Andrelton Simmons.